# Eleonora Clam-Gallasová
Eleonora z Clam-Gallasu (4. listopadu 1887 Frýdlant v Čechách – 31. května 1967 Vídeň) byla příslušnicí šlechtického rodu Clam-Gallasů. Přivdala se do šlechtického rodu Schwarzenbergů a později do rodu Kinských. Jejím vnukem byl český politik, ministr zahraničí České republiky (2007–2009 a 2010–2013) a kancléř prezidenta Václava Havla, Karel Schwarzenberg.

## Původ a život
Narodila se 4. listopadu 1887 ve Frýdlantu jako druhá dcera a druhý ze sedmi potomků hraběte Františka Clam-Gallase (1854–1930) a jeho manželky Marie, rozené z Hoyos-Sprinzensteinu (1858–1938). Žila částečně na zámku ve Frýdlantu a částečně v Clam-Gallasově paláci ve Vídni. Jejím rodným jazykem byla němčina, česky se na učila až po svatbě s princem Karlem ze Schwarzenbergu. V roce 1911 se stala dámou řádu Hvězdového kříže. Zajímala se o hudbu. Hrála na housle, na klavír a také komponovala.
Vdala se dvakrát a měla celkem pět dětí. Se svým druhým manželem žila střídavě na loveckém zámečku Obora u Chlumce nad Cidlinou a na zámcích Orlík a Čimelice, později též příležitostně ve Žďáru nad Sázavou a na Karlově Koruně. Po roce 1948 emigrovala s rodinou do Itálie. Zemřela 31. května 1967 ve Vídni. Byla pochována v Dietrichsteinské hrobce na Vídeňském ústředním hřbitově.

## Rodina
Poprvé se provdala 5. února 1910 ve Vídni za Karla V. ze Schwarzenbergu (26. únor 1886 Praha – 6. září 1914 Vukovar), syna Karla IV. ze Schwarzenbergu z orlické větve rodu a jeho první manželky (sňatek 20. květen 1885, Vídeň) Marie Terezie Kinské z Vchynic a Tetova (18. říjen 1866 Bad Ischl – 11. květen 1889 Osov). Její manžel zemřel ve věku 28 let na začátku první světové války na srbské frontě jako důstojník rakousko-uherské armády na úplavici. Z prvního manželství měla Eleonora dva syny:
- 1. Karel VI. Schwarzenberg (5. 7. 1911 Čimelice – 9. 4. 1986 Vídeň)
  - ∞ (30. 6. 1934 Praha) Antonie Leontina z Fürstenbergu (12. 1. 1905 Brusel – 24. 12. 1988 Vídeň), jejich děti:
    - 1. Marie Eleonora (* 11. 4. 1936, Praha) ∞ 26. 1. 1969 Vídeň Leopold-Bill von Bredow (* 2. 1. 1933, Postupim)
    - 2. Karel VII. (10. 12. 1937 Praha – 12. 11. 2023 Vídeň) ∞ 22. 4. 1967 Seefeld, rozvedeni 1988, opět ∞ 22. 8. 2008, Obermurau Therese Hardeggová (* 17. 2. 1940, Vídeň)
    - 3. Bedřich Karel (24. 8. 1940 Praha – 13. 4. 2014) ∞ 12. 10. 1984 Curych Regula Brigitte Schlegel (* 16. 4. 1956 Curych)
    - 4. Anna Marie (* 31. 7. 1946 Praha) ∞ 21. 12. 1979 Vídeň, (církevně: 19. 1. 1980) Elmar von Haxthausen (* 20. 10. 1925 Bökerhof)
- 2. František Schwarzenberg (24. 3. 1913 Praha – 9. 3. 1992 Unzmarkt, Rakousko)
  - ∞ (23. 5. 1944 Dolní Beřkovice) Amálie Františka Lobkowiczová (* 25. 1. 1921 Dolní Beřkovice), jejich děti:
    - 1. Ludmila (* 25. 7. 1945 Praha) ∞ (14. 2. 1998 Salebury) Carl Barton Hess (28. 10. 1912 Chicago – 15. 2. 2011 New York)
    - 2. Isabela Eleonora (* 22. 6. 1946 Řím) ∞ (civilně 15. 7. 1970 Gräfelfing bei München a církevně 25. 7. 1970 Vídeň) Louis z Harnieru a Regendorfu (* 3. 7. 1938 Mnichov)
    - 3. Jan Nepomuk (* 19. 2. 1957 Chicago) ∞ (19. 9. 1982 Unzmarkt) Regina Hogan (* 22. 10. 1949 Milford, New York, USA)

Podruhé se vdala 7. června 1921 v Praze za Zdenka Radslava Kinského (14. červenec 1896 Chlumec nad Cidlinou – 1. leden 1975 Řím, pohřben ve Vídni), syna Oktaviána Zdenka Kinského (4. listopad 1844 Vukovar – 5. leden 1932 Opatija (Abbazia) a jeho manželky (sňatek 11. června 1877 v Budapešti) Georginy Festeticsové z Tolny (1. prosinec 1856 Šoproň – 30. listopad 1934 Opatija (Abbazia)). Byla o osm let starší než její muž. Měli spolu tři děti (dva syny a jednu dceru):
- 3. Václav Norbert Oktavián Jiří Tassilo Kinský (21. 3. 1924 Praha – 9. 3. 2008 Pugnano)
  - ∞ (3. 7. 1948 Pugnano u Pisy) Anna Maria dei Conti Dal Borgo-Netolický (4. 7. 1925 Pisa – 18. 1. 1980), jejich děti:
    - 1. Giovanni Zdenko Kinský dal Borgo (* 12. 6. 1949 Pisa) ∞ 30. 10. 1976 Michelle Hoskins (28. 3. 1956 Shreveport, Louisiana,[6] USA)
    - 2. Pio Paolo Kinský dal Borgo (* 23. 1. 1956 Pisa) ∞ 7. 9. 1985, Natalia Guidi (* 10. 12. 1951 Lari)
- 4. Evženie Klotilda (Génilde) Maria Georgine Thadea (* 1. 11. 1925, Praha)
  - ∞ (7. 9. 1942 Chlumec nad Cidlinou, rozvedeni 1952) František Jindřich Dobrzenský z Dobrzenicz (11. 4. 1915 – 2. 1. 1978)
- 5. Radslav Jiří František Maria Josef Kinský (14. 6. 1928 Obora-Kněžičky u Chlumce nad Cidlinou – 12. 10. 2008 Žďár nad Sázavou)
  - ∞ (29. 11. 1958 Paříž) Thamara Amilakvari (29. 7. 1935 Paříž – 17. dubna 2019 Paříž), jejich děti:
    - 1. Konstantin Norbert (Constantin Norbert; * 12. 1. 1961 Vincennes) ∞ 31. 10. 1987 Marie de Crevoisier d'Hurbache (* 4. 9. 1963 Salon de Provence)
    - 2. Karel Mikuláš (Charles Nikolas; * 20. 1. 1965 Vincennes) ∞ 12. 9. 1990; 28. 9. 199, Fresnay, Calvados Marie le Henneur (* 5. 11. 1959 Alžír)